# Ca n'Ullar
Ca n'Ullar és una masia del municipi de Sant Feliu de Codines (Vallès Oriental) inclosa en l'Inventari del Patrimoni Arquitectònic de Catalunya.

## Descripció
Conjunt integrat per tres cossos, dos dels quals han estat restaurats als darrers deu anys del segle xx. Un dels cossos queda separat del conjunt i consta de planta baixa i soterrani. Els altres dos cossos s'aixequen sobre una base rectangular, un d'ells de planta baixa i dos pisos i l'altra, de pedra, té planta baixa i golfa.

## Història
Aquesta masia es troba citada ja en documents històrics del segle xii. Fins al s. XV era propietat dels Marmany, motiu pel qual es coneixia com el Mas Marmany. L'any 1515 hi ha un traspàs de patrimoni i la casa i terres passen a ser possessió de la família Ullar. A partir d'aquest moment el mas serà conegut com a Can Ullar. L'any 1704 es va restaurar l'edifici, fet del qual ens en informa una inscripció: "1704 Joseph Ullar i Roca". En els darrers deu anys s'han restaurat dos dels cossos del conjunt.